# Överbibliotekarie
Överbibliotekarie är en titel för den som är högste chef för vissa bibliotek, företrädesvis universitetsbibliotek och forskningsbibliotek.
En överbibliotekarie tar ansvar för verkställandet av biblioteksnämndens eller biblioteksstyrelsens (finns olika benämningar) beslut och för ledningen av universitetsbibliotekets löpande verksamhet. De personer som är direkt underställda överbibliotekarierna är de så kallade avdelningscheferna.